# Multi-Rater-Feedback
Multi-Rater-Feedback ist der Sammelbegriff für die verschiedenen Formen der Selbst- und Fremdbewertung im Rahmen der Personalentwicklung in Betrieben. Diese Methode wurde zunächst bei der Wehrmacht (siehe 360-Grad-Feedback) und zum Teil in der sozialwissenschaftlichen Methodenlehre entwickelt und ist inzwischen als Prinzip der Multiperspektivität („Wahrheit im Plural“) etabliert im Kanon der Verfahren der Management-Diagnostik.
Im Bereich Human Resources werden Rating-Verfahren eingesetzt, um zum Beispiel Leistungen zu beurteilen, die einer Erhebung durch einen Test nicht zugänglich sind. Dazu bewerten sich die Mitarbeiter selbst und werden auch von anderen bewertet. Die bekannteste Form ist das 360-Grad-Feedback, bei dem neben der Selbstbewertung auch eine Bewertung durch den Vorgesetzten (manager), einen oder mehrere Kollegen (peers), die unterstellten Mitarbeiter (coworkers) und einen oder mehrere Kunden und/oder Lieferanten erhoben werden.

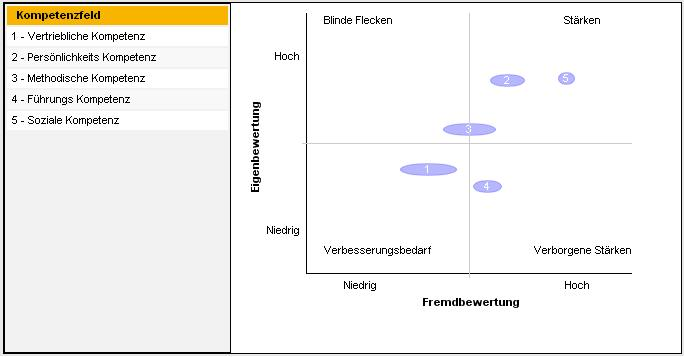
Individuelle Auswertung mit Selbst- und Fremdbildvergleich

Folgende Liste zeigt die gängigsten Varianten:
- 360 Grad – Selbstbewertung, Vorgesetzter, Kollege, Mitarbeiter oder Kunde/Lieferant
- 270 Grad – Selbstbewertung, Vorgesetzter, Kollege
- 180 Grad – Selbstbewertung, Vorgesetzter

Die Ergebnisse können unter anderem in einer 4-Felder-Matrix dargestellt werden und als Grundlage für ein Personalgespräch über die individuelle Weiterentwicklung und Trainingsmaßnahmen verwendet werden.